# الیس، سائوتومه و پرنسیپ
الیس، سائوتومه و پرنسیپ (به لاتین: Alice, São Tomé and Príncipe) یک منطقهٔ مسکونی در سائوتومه و پرنسیپ است که در جزیره سائوتومه واقع شده‌است.